# Sakura Haruno
Sakura Haruno (春野 サクラ  Haruno Sakura?) cuyo nombre actual es Sakura Uchiha (うちはサクラ Uchiha Sakura?) es un personaje del manga y anime Naruto, creado por Masashi Kishimoto. Su nombre de nacimiento, traducido al español, significa «flor de cerezo» (サクラ Sakura?) y «campo de primavera» (春野 Haruno?). Kishimoto comentó que tuvo dificultades en el dibujo de ciertas partes del aspecto de este personaje, principalmente por su frente.
Pero también comentó que cuando él la dibujaba, siempre se guiaba de una modelo que a él le gustaba, ya que quería que Sakura se viera aún más hermosa, mientras que a Naruto y Sasuke los podía dibujar de memoria. 
Tanto en el manga como en el anime, Sakura es una kunoichi de la Aldea Oculta de la Hoja y forma parte del «Equipo 7», compuesto por Naruto Uzumaki, Sasuke Uchiha y su sensei, Kakashi Hatake; aunque luego Sasuke abandona el equipo y posteriormente se introduce a Sai como su reemplazo. Al principio, Sakura se siente atraída por Sasuke y es indiferente con Naruto ya que este era un niño muy malcriado. Esto cambia luego de que Sakura reflexiona al saber que se da cuenta de sus palabras y comienza a integrarlo en su día a día. A lo largo de la serie desarrolla un estrecho vínculo con Naruto, se preocupa por él y siempre piensa en Sasuke como Naruto, ella tiene claro que los quiere a ambos y eso hace que Naruto y Sakura se vuelvas más cercanos, sobre todo durante la segunda parte, ya que ambos comparten el objetivo de traer a Sasuke de vuelta a su aldea cueste lo que cueste. Además de eso, Sakura manifiesta el deseo de mantener vivo el sueño de Naruto, volverse fuerte, superando así a su maestra y convirtiéndose en una Sannin, volviéndose la mejor ninja médico de Konoha y siendo una de los de los pilares de Konoha en Boruto; al final, se casa con Sasuke y tienen una hija llamada Sarada.
En la adaptación japonesa del anime su seiyū es Chie Nakamura, mientras que en el doblaje hispanoamericano es Christine Byrd y en el español es Pilar Martín. Tras el retiro de Byrd, fue reemplazada por Monserrat Aguilar en la serie Boruto.
Al ser uno de los personajes principales, aparece en todas las películas de la serie así como en otros medios relacionados con la franquicia, entre ellos videojuegos y animaciones originales. Inicialmente se la catalogó como un típico personaje de manga shōnen que sirve como interés amoroso del protagonista. A pesar de que tuvo un desarrollo notable durante la historia, logró alcanzar los primeros puestos en varias encuestas de popularidad. Asimismo, se han lanzado a la venta múltiples accesorios con semejanza en Sakura, incluyendo muñecas de felpa y llaveros.

## Creación y concepción
Aunque Sakura es el personaje femenino más recurrente en Naruto, originalmente Masashi Kishimoto no la concibió para que fuese «una heroína». La creación de Sakura fue el resultado del interés de Kishimoto por hacer un personaje algo irritable, elementos que no impide que el mangaka sea aficionado de Sakura, ya que esa parte de su personalidad lo que hace más realista al personaje. En ese sentido, cuando se le preguntó si Sakura tenía un pasado que no había sido revelado, el autor explicó que siempre la consideró una «chica normal».
Para el diseño de Sakura, Kishimoto se centró en su silueta y creó un vestuario tan simple como le fue posible. Debido a su falta de experiencia dibujando heroínas, Kishimoto carecía de la experiencia necesaria para hacer a Sakura «linda». Como es la característica física más notoria de Sakura, Kishimoto a veces se centra demasiado en dibujar la amplia frente de la kunoichi en escenas del manga u otras ilustraciones. En el diseño de la apariencia del personaje en Naruto: Shippūden, Kishimoto decidió cambiar su ropa para que fuese un ejemplo más vivo del estilo karateca. Sin embargo, la parte superior de la vestimenta continuó siendo igual a la anterior, con el fin de conseguir darle una apariencia más femenina.

## Personalidad
Al inicio de la serie, Sakura está enamorada de Sasuke Uchiha, quien no se muestra interesado. La razón de sus sentimientos principalmente se basa en la buena apariencia, la actitud y el prodigioso talento de su compañero. Debido a esto, en sus primeras apariciones Sakura se dedica a intentar ganarse su afecto. Mientras avanza la historia y comienza a pasar más tiempo con Sasuke, Sakura empieza a comprenderlo y llega a preocuparle la posibilidad de que algún día abandone la Aldea Oculta de la Hoja en busca de poder. Cuando su temor se hace realidad al final de la primera parte, Sakura intenta todo lo que puede para detener la salida de Sasuke, pero se le hace imposible. Desde entonces, hace de su objetivo principal encontrar a Sasuke, lo cual se convierte en un elemento recurrente en su papel en la segunda parte. Aunque todavía se preocupa por su bienestar, y no permitir que otros lo insulten, Sakura está dispuesta a atacar a Sasuke si este no quiere regresar a Konoha.
La relación de Sakura con Naruto, al igual que con Sasuke, cambia en el transcurso de la serie. La primera vez que están juntos, la kunoichi opina que Naruto «es un idiota que deliberadamente trata de arruinarle la vida». A medida que Naruto muestra su valor como ninja, así como su dedicación por sus compañeros de equipo, Sakura se da cuenta de que su percepción inicial estaba equivocada y llega a apreciarlo, de tal forma que hace parte de sus objetivos ayudarlo a convertirse en Hokage.
Por otra parte, en Sakura reside una «Sakura interna», una manifestación de sus emociones interiores. Además de alivio cómico, Sakura interna representa la verdadera opinión sobre las cosas cuando se muestra algo aparentemente contrario. La apariencia de esta manifestación suele ser marcada por un signo de exclamación de «Shānnarō» (しゃーんなろー?).

## Historia

### Primera parte
Sakura acompaña el resto del «Equipo 7» durante la totalidad de sus primeras misiones. Aunque su contribución en las batallas es mínima, ya que se queda al margen en todas ellas y el resto de su equipo derrotan a sus oponentes, demuestra tener mayor control de chakra que Naruto y el mismo Sasuke. Durante los Exámenes Chūnin, cuando sus compañeros quedan incapacitados y necesitan que ella los proteja, Sakura se da cuenta de que depende de otros para luchar. Así pues, decide mejorar sus habilidades ninja para poder proteger a sus amigos, y en el resto de la serie toma un papel más activo en las batallas de su equipo. Sin embargo, después de la huida de Sasuke de Konoha, Naruto va tras él para traerlo de vuelta, y debido a las pocas capacidades de Sakura para poder ayudar a cualquiera de ellos, se hace aprendiz de Tsunade, de modo que pueda hacer más para sus compañeros de equipo en el futuro.

### Segunda parte
Sakura toma un papel más activo en la segunda parte, como se observa en su lucha contra Sasori, miembro de Akatsuki, y con ayuda de Chiyo logra salir victoriosa. Como resultado de su victoria, Sasori le revela que tiene un espía vigilando a Orochimaru y que se iba a reunir con este en el Puente del Cielo y la Tierra, pudiendo saber así la ubicación de Sasuke. Naruto, Sakura y los nuevos miembros del «Equipo 7», Yamato y Sai, utilizan esta pista para encontrar a Sasuke, pero una vez más son incapaces de impedir que escape. Decepcionados por no haber logrado su objetivo, el «Equipo 7» intenta de nuevo encontrar Sasuke, aunque después de que casi lo capturan, pierden su rastro y se ven obligados regresar a casa. Posteriormente, cuando Pain invade y destruye la Aldea Oculta de la Hoja con su técnica «Shinra Tensei», Sakura se salva gracias a miles de Katsuyu invocadas por Tsunade con el fin de proteger a los aldeanos. Sakura hace uso de sus habilidades al curar a Hinata Hyūga, herida de gravedad tras tratar de ayudar a Naruto en su pelea con Pain. En un arco posterior, Sakura y Sai van a buscar a Naruto, quien a su vez había ido a hablar con el Raikage para que retirara a Sasuke del «Libro Bingo». Al llegar donde se encontraba Naruto, le declara su amor —parte del plan para impedir que Naruto avanzara y se dirigiera hacia Sasuke— pero este no lo cree y dice que se engaña a sí misma. Así, no tiene más remedio que engañar a Naruto diciendo que volvía a la aldea cuando en realidad iba por Sasuke. Luego de hallar a Sasuke, la kunoichi intenta asesinarlo, sin embargo, sus sentimientos hacia él la hacen dudar y no lo logra, apareciendo Kakashi en su rescate. Luego de que Madara comenzó la guerra, Sakura fue designada al cuartel médico.
Luego de que la Guerra llegara a su fin, Sakura buscó a Naruto y Sasuke hasta el Valle del Fin junto a Kakashi después del enfrentamiento final de estos dos últimos, donde finalmente encuentra tanto a Naruto y Sasuke muy malheridos de gravedad y sin un brazo. Sin tiempo que perder, Sakura procede a curar las respectivas heridas de ambos, donde Naruto le agradeció a Sakura por su ayuda, mientras que Sasuke por otro lado le habla a Sakura queriendo decirle algo importante, pero esta última les dice a los dos que se callen, ya que según ella necesitaba concentrarse en el jutsu médico, hasta que finalmente Sasuke con voz de arrepentimiento le pide disculpas a Sakura por todo lo que hizo, al oír esto Sakura empieza a llorar de angustia y acepta las disculpas de Sasuke, pero también les menciona a ambos diciendo: "tantos problemas, idiotas", mientras tanto Kakashi observa todo desde el acantilado cercano y se alegra de saber que al menos sus respectivos discípulos finalmente hicieron las paces. Un tiempo más tarde, Sakura finalmente se casó con Sasuke y tuvieron una hija a la que pusieron el nombre de Sarada Uchiha. Actualmente es la kunoichi más fuerte que se encuentra, rebasando así en poder a su maestra Tsunade.

## Habilidades

Tanto en el manga como en el anime, Sakura posee un gran control de chakra.

Durante la primera parte, las habilidades de Sakura son casi nulas, a pesar de que posee un amplio control de chakra, como se demuestra durante las pocas batallas en las que participa. Sin embargo, no es hasta la segunda parte que aprende a usar esta capacidad a su ventaja.
Después de su entrenamiento con Tsunade durante dos años y medio, Sakura adquiere dos habilidades que dependen directamente de un control de chakra preciso. La primera y más común es su habilidad para curar las heridas, dándole la posición en su equipo de ninja médico, y dada su velocidad, Sakura es una de los más talentosos ninjas médicos. Asimismo, sus camaradas no pueden dejar que salga herida en las batallas, puesto que sin ella todos corren el riesgo de morir. Por otro lado, su segunda habilidad es su fuerza sobrehumana, con la cual, al enfocar su chakra en sus puños y liberarlo, puede reducir obstáculos a escombros con gran facilidad.

### Misiones completadas
Durante el transcurso de la historia, Sakura ha realizado un total de diecisiete misiones con el resto del Equipo 7:
- Misiones D: 7
- Misiones C: 1
- Misiones B: 2
- Misiones A: 6
- Misiones S: 1

## Apariciones en otros medios
Sakura ha hecho varias apariciones fuera del manga y anime de Naruto. Ha salido en varias de películas de la serie; en la primera, Naruto la película: ¡El rescate de la princesa de la nieve!, junto con su equipo tiene la tarea de proteger a unos actores durante el rodaje de una película, luchando contra varios criminales en el transcurso . En la segunda, Naruto la película 2: Las ruinas ilusorias en lo profundo de la tierra, recibe la encomienda de unirse con Shikamaru Nara y Naruto a una guerra en la que también están involucrados algunos miembros de la Aldea Oculta de la Arena y un gran número de guerreros. Mientras que en la tercera adaptación, Naruto la película 3: ¡La gran excitación! Pánico animal en la isla de la Luna, Sakura, Lee, Naruto y Kakashi deben proteger al futuro príncipe del País de la Luna, en la cuarta, Naruto Shippūden: La película —basada en la segunda parte de la obra— Sakura, Lee, Naruto y Neji tienen que proteger a la sacerdotisa Shion, quien comienza a tener visiones de su muerte. Asimismo, aparece en Naruto Shippūden 2: Kizuna, la quinta película que igualmente se basa en la segunda parte, donde el País del Cielo ataca a la Aldea Oculta de la Hoja. En Naruto Shippūden 3: Los herederos de la voluntad de fuego, la trama se centra en el inicio de una cuarta Gran Guerra Mundial Shinobi cuando ninjas poseedores de Kekkei Genkai comienzan a desaparecer de las cinco principales aldeas ninja, y finalmente, en la séptima película, Naruto Shippūden 4: La torre perdida, en la cual es asignada a una misión junto con su equipo.
La kunoichi está presente en las cinco animaciones originales de la franquicia. Asimismo, es un personaje con el que se puede jugar en casi todos los videojuegos de Naruto, incluyendo Clash of Ninja y Ultimate Ninja. Además, aparece en videojuegos donde lucha contra varios personajes de otros manga y anime, como en Battle Stadium D.O.N, Jump Super Stars y Jump Ultimate Stars.

## Recepción

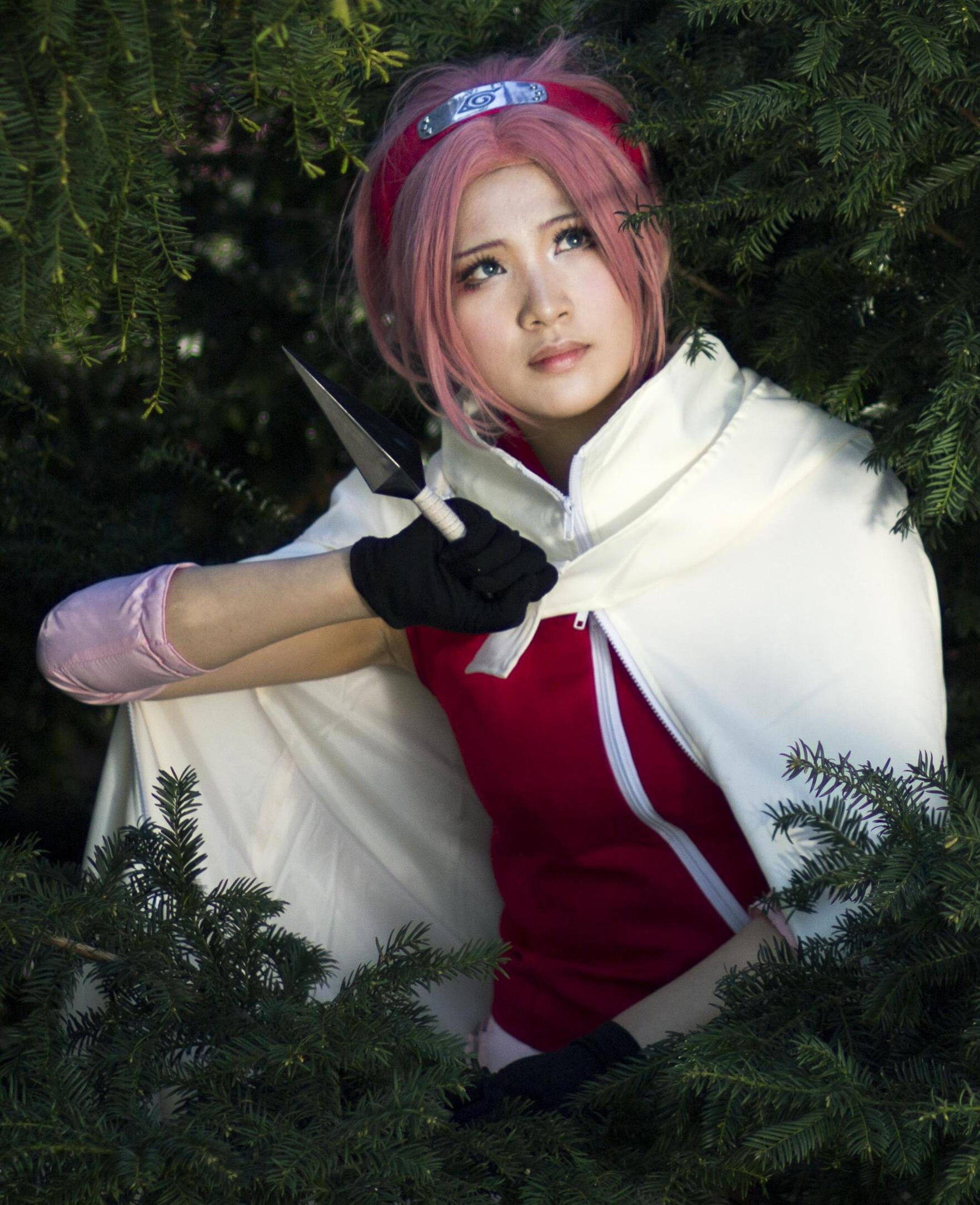
Cosplayer de Sakura con su apariencia en la segunda parte.

En diversas encuestas sobre la popularidad de los personajes realizadas por la revisa japonesa Shūkan Shōnen Jump, Sakura alcanzó los diez primeros puestos en varias oportunidades, y llegó a los cinco principales en una ocasión. Sin embargo, obtuvo el duodécimo lugar en encuesta posterior. Asimismo, se han lanzado a la venta varios objetos de merchandising con la imagen de Sakura, incluyendo muñecas de felpa, tanto con su apariencia en la primera como en la segunda parte.
Varias publicaciones de manga, anime, videojuegos y otros medios relacionados han proporcionado elogios y críticas sobre el personaje de Sakura. Algunos revisores de IGN comentaron que todos los animes y mangas se benefician de la fuerte presencia de un personaje femenino y que, en este caso, el de Naruto es Sakura. Por otro lado, los revisores de GameSpot señalaron que Sakura había sido utilizada en la serie como «una forma de alivio cómico». En T.H.E.M. Anime Reviews observaron que Sakura es un personaje de un manga shōnen que sirvió como interés amoroso para el protagonista. No obstante, Dani Moure de Mania Entertainment consideró que el personaje también es «interesante para la serie Naruto», puesto que es distinta a sus compañeros, lo que genera equilibrio en el «Equipo 7».
El revisor de Anime News Network Casey Brienza elogió los cambios en la personalidad de Sakura en Naruto: Shippūden ya que es uno de los personajes que más desarrollo tuvo en el salto temporal, volviéndose más fuerte que en la primera parte, donde era considerablemente más débil que Naruto y Sasuke. Gracias a tales cambios, el personaje pudo obtener un papel más relevante en la historia. Mayormente recibió halagos por sus encuentros con Sasori y Sasuke, debido a sus habilidades de combate y sus reacciones maduras, respectivamente. La confesión de amor de Sakura hacia Naruto en capítulos posteriores se considera uno de los momentos más profundos de la obra, puesto que crea confusión en cuanto a si realmente ama a Naruto o simplemente quiere detener su sufrimiento. Asimismo, se cuestionó cuáles son sus verdaderas intenciones con respecto a Sasuke, quien en una parte de la serie se convirtió en un peligroso criminal.